# Anita Hoffmann
Ana Esther Hoffmann Mendizábal conocida como Anita Hoffmann (Puebla, 3 de marzo de 1919 - Cuernavaca, Morelos, 11 de octubre de 2007), fue una investigadora, educadora, académica y reconocida bióloga mexicana especializada en Acarología y Parasitología, pionera en el estudio de los arácnidos y ácaros en México.
Fue fundadora del Laboratorio de Acarología (el primero en América Latina) en la Escuela Nacional de Ciencias Biológicas del Instituto Politécnico Nacional en 1965, así como del Laboratorio de Acarología de la Facultad de Ciencias de la Universidad Nacional Autónoma de México en 1977.

## Biografía
Anita Hoffmann nació en el estado de Puebla, México, en 1919. Su pasión por los insectos se dio gracias a su padre, el Dr. Carlos Cristian Hoffmann (1876-1942), reconocido entomólogo alemán, quien llevaba a Anita para que participara en sus excursiones por los diferentes estados de México y en los que también asistían los doctores Francisco Villagrán, Isaac Ochoterena, Leopoldo Ancona, José de Lille, Helia Bravo Hollis, Rafael Martín del Campo, entre otros; varios de ellos serían posteriormente profesores de Anita en la universidad.
En 1939, cuando se funda la Facultad de Ciencias de la UNAM, ella entra a dicha institución para formar parte de la primera generación de estudiantes, comenzando la Maestría en Biología, finalizando sus estudios cuatro años más tarde, en 1941.
En 1991 la doctora Anita Hoffmann donó al Instituto de Biología de la Universidad Nacional Autónoma de México un trabajo que ocupó más de 50 años de su vida: la más importante colección acarológica de México, conformada por más de 100 mil ejemplares pertenecientes aproximadamente a mil especies de 149 familias de ácaros, única en el país e incluida desde 1979 en el Índice de colecciones de acarología del mundo.
Junto con ella, cedió también otras tres colecciones de relevancia científica: una aracnológica, con más de 400 especies; otra, que incluye especies de siete órdenes y trece familias de quilópodos y diplópodos (conocidos coloquialmente como ciempiés y milpiés, respectivamente) y una más de insectos ectoparásitos, con ejemplares de importancia médica y veterinaria. El total de las cuatro colecciones comprende a 290 tipos de especies descritas en México. La donación de la investigadora incluyó también una hemeroteca con más de 15 mil publicaciones científicas de todo el mundo, relacionada con todos los grupos de las colecciones entregadas a la UNAM.

## Publicaciones principales
- 2000 - Biodiversidad de los ácaros en México. CONABIO, 230 pp.
- 2002 - Los Artrópodos Quelicerados en el México Antiguo. Entomología Mexicana Vol. I. Soc. Mex. Entomol, 2-8 pp.
- 2002 - Biodiversidad, Taxonomía y Biogeografía de Artrópodos de México. Hacia una Síntesis de su Conocimiento. CONABIO, Acari, Volumen III, 223-276.
- 2003 - Refranero Zoológico. Apotegmas y otras Expresiones Populares sobre los Animales. Fac. de Ciencias y Coord. Invest. Cient. UNAM. Tomo I: 303 pp. Tomo II: 327 pp.
- 2003 - El maravilloso mundo de los arácnidos.[9] FCE, SEP, CONACyT. 166 pp.
- 2004 - Cap. 13: Los artrópodos de las cavernas de México. 229-326. Biodiversidad, Taxonomía y Biogeografía de Artrópodos de México: Hacia una Síntesis de su Conocimiento. CONABIO, Facultad de Ciencias, IBUNAM, Vol. IV.

## Reconocimientos
- 2001 - Profesora Emérita de la Facultad de Ciencias de la UNAM.[10]
- 2004 - Reconocimiento Sor Juan Inés de la Cruz, UNAM.[11]